# Де Блекур, Сандра
Сандра де Блекур Дальсберг (нидерл. Sandra de Blécourt, дат. Sandra de Blécourt Dalsberg, род. 11 сентября 1978) — нидерландская и датская шахматистка, мастер ФИДЕ среди женщин (2006).
Уроженка Нидерландов.
Победительница юношеских чемпионатов Нидерландов 1992 и 1994 годов (в категориях до 14 и до 16 лет соответственно). Серебряный призер юношеского чемпионата Нидерландов 1992 года (в категории до 18 лет).
Представляла Нидерланды на юношеском чемпионате мира 1992 года (в категории до 14 лет).
В составе сборной Нидерландов участница командного чемпионата Европы 1999 года
Работала тренером в амстердамской школе «Castle Chess Camp».
После замужества постоянно проживает в Дании.
Чемпионка Дании 2015 года
В составе сборной Дании участница трёх шахматных олимпиад (2006, 2008 и 2014 годов; в 2014 году выступала на 1-й доске) и командного чемпионата Европы 2015 года
Участница турнира северных стран 2005 года.

## Основные спортивные результаты
| Год  | Город     | Соревнование                                                                    | + | − | = | Результат | Место     |
| ---- | --------- | ------------------------------------------------------------------------------- | - | - | - | --------- | --------- |
| 1992 | Неймеген  | Юношеский чемпионат Нидерландов (смешанный, до 18 лет)                          | 7 | 1 | 1 | 7½ из 9   | 4—5 (2—3) |
|      | Дуйсбург  | Юношеский чемпионат мира (до 14 лет)                                            | 3 | 5 | 3 | 4½ из 11  | 35—41     |
| 1999 | Роттердам | Квалификационный турнир чемпионата Нидерландов (1-й круг, против А. ван Верзел) | 0 | 1 | 1 | ½ : 1½    |           |
|      | Батуми    | Командный чемпионат Европы (сборная Нидерландов, запасная)                      | 2 | 2 | 1 | 2½ из 5   |           |
| 2000 | Роттердам | Чемпионат Нидерландов                                                           | 3 | 5 | 2 | 4 из 10   | 4         |
| 2002 | Стокгольм | Международный турнир                                                            | 2 | 4 | 3 | 3½ из 9   | 11—12     |
| 2005 | Ваммала   | Турнир северных стран (женский)                                                 |   |   |   |           |           |
| 2006 | Турин     | XXII Олимпиада (сборная Дании, 2-я доска)                                       | 7 | 3 | 1 | 7½ из 11  |           |
| 2008 | Дрезден   | XXIII Олимпиада (сборная Дании, 2-я доска)                                      | 2 | 5 | 1 | 2½ из 8   |           |
| 2014 | Тромсё    | XXVI Олимпиада (сборная Дании, 1-я доска)                                       | 4 | 3 | 3 | 5½ из 10  |           |
| 2015 |           | Чемпионат Дании                                                                 |   |   |   |           | 1         |
|      | Рейкьявик | Командный чемпионат Европы (сборная Дании, ?-я доска)                           | 1 | 5 | 1 | 1½ из 7   |           |